# Maria Sole Tognazzi
Pour les articles homonymes, voir Sole (homonymie) et Tognazzi.
Maria Sole Tognazzi est une scénariste et réalisatrice italienne née  à Rome le 2 mai 1971.

## Biographie
Maria Sole Tognazzi est la fille de l'acteur et réalisateur Ugo Tognazzi et de l'actrice Franca Bettoia. Elle a un frère, acteur Gianmarco et deux demi-frères, l'acteur et directeur Ricky Tognazzi et le réalisateur et producteur norvégien Thomas Robsahm.
Après des années de formation, elle a fait ses débuts de réalisatrice en 1997 avec le court métrage Non finisce qui, suivi par deux courts métrages C'ero anch'io (1999) et Sempre un tempo (2000). 
Son premier long-métrage est Passato prossimo, dont elle a également co-écrit le scénario avec Daniele Prato et pour lequel le Syndicat National italien des journalistes de Films lui décerne le Nastro d'argento 2003 du «  Meilleur nouveau réalisateur » et a également participé au 25e Festival International du film de Moscou.
Son deuxième long métrage, filmée au lac d'Orta et à Turin L'uomo che ama, a été co-écrit avec Ivan Cotroneo. La distribution comprend Pierfrancesco Favino et Monica Bellucci. 
En 2010, son documentaire Ritratto di mio padre (Portrait de mon père) a été projeté au Festival international du film de Rome.
En 2013 elle a réalisé Je voyage seule (Viaggio sola), film qui sort en France le 9 juillet 2014. La distribution comprend Margherita Buy et Stefano Accorsi.

## Filmographie

### Courts métrages
- 1997 : Non finisce qui
- 1999 : C'ero anch'io
- 2000 : Sempre un tempo
- 2021 : Tell It Like a Woman (1 segment)

### Longs métrages
- 2003 : Passato prossimo (it)
- 2008 : L'uomo che ama
- 2010 : Ritratto di mio padre (documentaire)
- 2013 : Je voyage seule (Viaggio sola)
- 2015 : Io e lei (Moi et elle)
- 2024 : Dieci minuti